# Pachnoda ardoini
Pachnoda ardoini är en skalbaggsart som beskrevs av Ruter 1978. Pachnoda ardoini ingår i släktet Pachnoda och familjen Cetoniidae. Utöver nominatformen finns också underarten P. a. lydiae.